# Christian Watford
Christian Ramon Watford (Birmingham, Alabama, 28 de abril de 1991) es un exbaloncestista estadounidense. Con 2,06 metros de estatura, jugaba en la posición de alero. Es el hermano mayor del también jugador profesional Trendon Watford.

## Trayectoria deportiva

### Universidad
Jugó cuatro temporadas con los Hoosiers de la Universidad de Indiana, en las que promedió 13,1 puntos, 5,9 rebotes y 1,6 asistencias por partido. En su primera temporada fue incluido en el mejor quinteto freshman de la Big Ten Conference, tras liderar a los novatos de la conferencia en anotación, con 12,0 puntos, rebotes con 6,0, y acierto en tiros libres, con un 80'0 %. Ya en su última temporada fue incluido además en el tercer quinteto absoluto de la conferencia.

### Profesional
Tras no ser elegido en el Draft de la NBA de 2013, el 30 de julio de ese año firmó su primer contrato profesional con el Hapoel Eilat de la liga israelí. Jugó una temporada en la que promedió 9,8 puntos y 5,2 rebotes por partido.
El 29 de septiembre de 2014 fichó por los Boston Celtics, pero fue despedido tras disputar la pretemporada. Cuatro días más tarde firmó con los Maine Red Claws de la NBA D-League como afiliado de los Celtics. Disputó 27 partidos, en los que promedió 12,0 puntos y 6,1 rebotes. El 4 de marzo de 2015 fue traspasado a los Reno Bighorns a cambio de los derechos sobre DeQuan Jones. Sin embargo, fue despedido a fin de mes tras disputar únicamente siete partidos.
La temporada 2016-17 de la NBA D-League la inició con los Fort Wayne Mad Ants, equipo que adquirió sus derechos en enero de 2016.